# Duffel
Duffel là một đô thị ở tỉnh Antwerp, Vương quốc Bỉ.
Đô thị này chỉ gồm thị trấn Duffel proper. Tại thời điểm ngày 1 tháng 1 năm 2006, Duffel có dân số 16.019 người. Tổng diện tích là 22,71 km² với mật độ dân số là 705 người trên mỗi km².

## Cư dân địa phương nổi tiếng
- Jan Van der Roost
- Kevin De Weert
- Jan De Smet